# István Beneda
István Beneda, noto anche come  Mihály Beneda  (Budapest, 23 gennaio 1904 – Seghedino, 26 settembre 1970), è stato un calciatore ungherese, di ruolo portiere.

## Carriera
Fu per due anni portiere titolare dell'Ujpest, con cui raggiunse il secondo posto in campionato nel 1926-27. Passò poi al Bastya.
Totalizzò 3 partite con la maglia della sua Nazionale.